# Boa Esperança (Paraná)
Boa Esperança es un municipio brasileño del estado de Paraná. Se localiza en la Región de Goioerê, a una latitud 24º14'32" sur y a una longitud 52º47'19" oeste, estando a una altitud de 550 metros. Su población estimada en 2007 era de 4.736 habitantes. 
Posee un área de 311,225 km². 